# Kindjandi
Kindjandi (auch: Kinjandi, Kinja Hindi, Kinshandi) ist ein Dorf in der Landgemeinde Gueskérou in Niger.

## Geographie

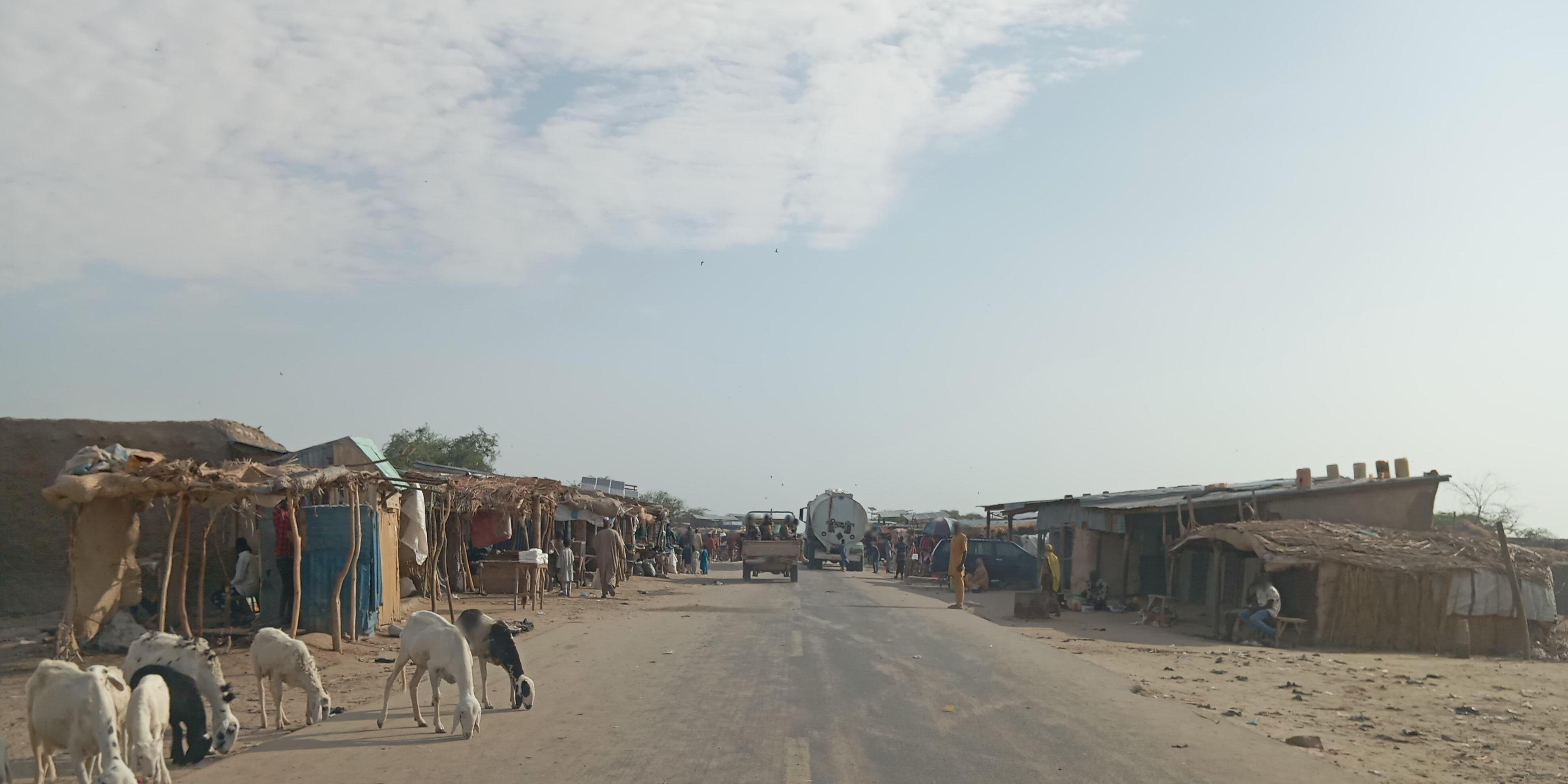
Ortszentrum von Kindjandi (2024)

Das von einem traditionellen Ortsvorsteher (chef traditionnel) geleitete Dorf befindet sich rund 29 Kilometer nordöstlich des Hauptorts Guéskerou der gleichnamigen Landgemeinde, die zum Departement Diffa in der gleichnamigen Region Diffa gehört. Zu den Siedlungen in der näheren Umgebung von Kindjandi zählen N’Gagam im Südwesten und Toumour im Südosten.
Kindjandi ist Teil der 860.000 Hektar großen Important Bird Area des Graslands und der Feuchtgebiete von Diffa. Zu den in der Zone beobachteten Vogelarten zählen Arabientrappen, Beaudouin-Schlangenadler, Braunrücken-Goldsperlinge, Fuchsfalken, Nordafrikanische Lachtauben, Nubiertrappen, Prachtnachtschwalben, Purpurglanzstare, Rothalsfalken, Sperbergeier und Wüstenspechte als ständige Bewohner sowie Rötelfalken, Steppenweihen und Uferschnepfen als Wintergäste.

## Geschichte
Seit Beginn der Krise mit der Terrorgruppe Boko Haram im Nachbarland Nigeria nahm Kindjandi zahlreiche Vertriebene auf. Ende 2016 lebten allein 9000 Kinder und Jugendliche im Alter von 4 bis 19 Jahren im Dorf, die Flüchtlinge, Rückkehrer oder Binnenvertriebene waren. Aus der nahegelegenen Siedlung N’Gagam flohen im März 2019 über 4000 Menschen nach Kindjandi und in die Regionalhauptstadt Diffa. Dabei handelte es sich um Kanuri, die zuvor im Juli 2016 vor Boko Haram aus dem Dorf Barwa nach N’Gagam geflüchtet waren. Bei einem mutmaßlich von Boko Haram verübten Terrorangriff wurden in der Nacht von 6. auf 7. Oktober 2019 zwei Einwohner von Kindjandi getötet. Im Januar 2021 lebten 13.776 von Zwangsmigration betroffene Menschen im Dorf.

## Bevölkerung
Bei der Volkszählung 2012 hatte Kindjandi 1162 Einwohner, die in 195 Haushalten lebten. Bei der Volkszählung 2001 betrug die Einwohnerzahl 583 in 114 Haushalten und bei der Volkszählung 1988 belief sich die Einwohnerzahl auf 132 in 33 Haushalten.
Kindjandi ist das Zentrum der Wodaabe-Gruppierung Lamido Bello de Diffa.

## Wirtschaft und Infrastruktur

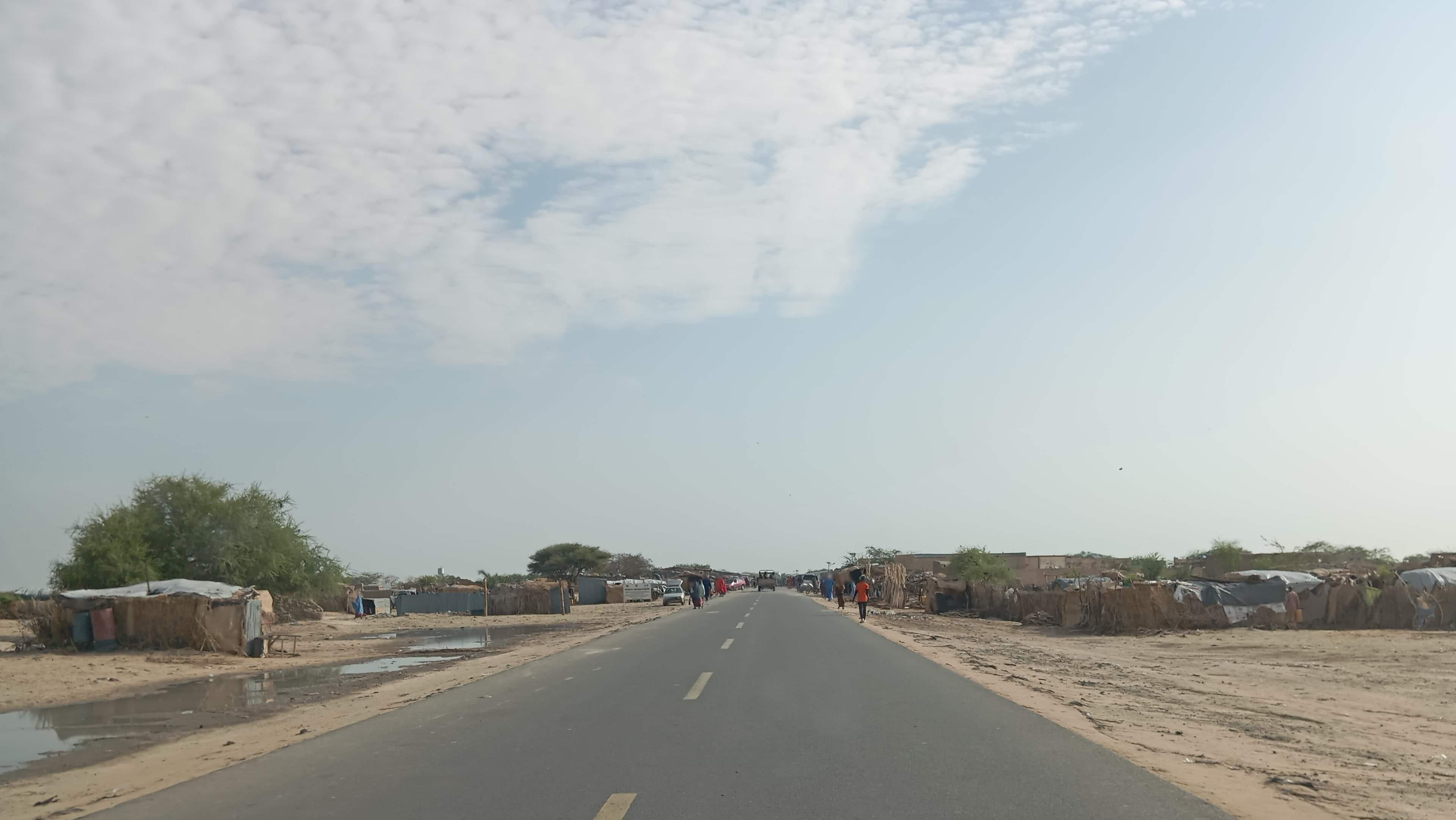
Nationalstraße 1 in Kindjandi (2024)

Der bedeutende Viehmarkt von Kindjandi wird von Züchtern frequentiert, die hier Vieh für den weiteren Handel verkaufen. Der Markttag ist Freitag. Mit einem Centre de Santé Intégré (CSI) ist ein Gesundheitszentrum im Dorf vorhanden. Außerdem gibt es eine veterinärmedizinische Station. Durch Kindjandi verläuft die Nationalstraße 1, die wichtigste Fernstraße des Landes.